# Paratype extensa
Paratype extensa là một loài bướm đêm thuộc phân họ Arctiinae, họ Erebidae.